# 十和田観光電鉄八戸営業所
十和田観光電鉄八戸営業所（とわだかんこうでんてつはちのへえいぎょうしょ）は、青森県八戸市にある十和田観光電鉄の営業所。

## 管理下にある案内所（車庫）

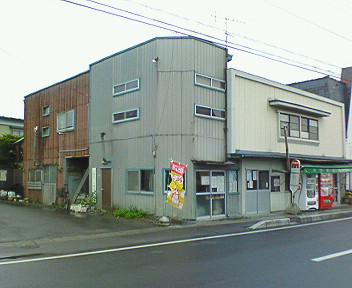
百石案内所（2007年5月撮影）

- 百石販売所（旧：百石案内所）：かつては車両配置の営業所だったが、現在は車両非配置。2013年、百石販売所としてサークルK百石高校前店向かいに移転。
  - 青森県上北郡おいらせ町下明堂18
- 三沢案内所（三沢車庫・旧：三沢営業所）

## 所管路線
高速バス以外の路線は2023年3月1日より交通系ICカード全国相互利用サービスに対応しており、自社で導入しているTowada SkyBlue Passのほか、八戸市営バス・南部バスで導入しているハチカも利用できるが、Towada SkyBlue Passとハチカの定期券と交通ポイントの相互利用は出来ない。

### 高速バス
- うみねこ号：八戸 - 仙台線

### 三沢空港連絡バス

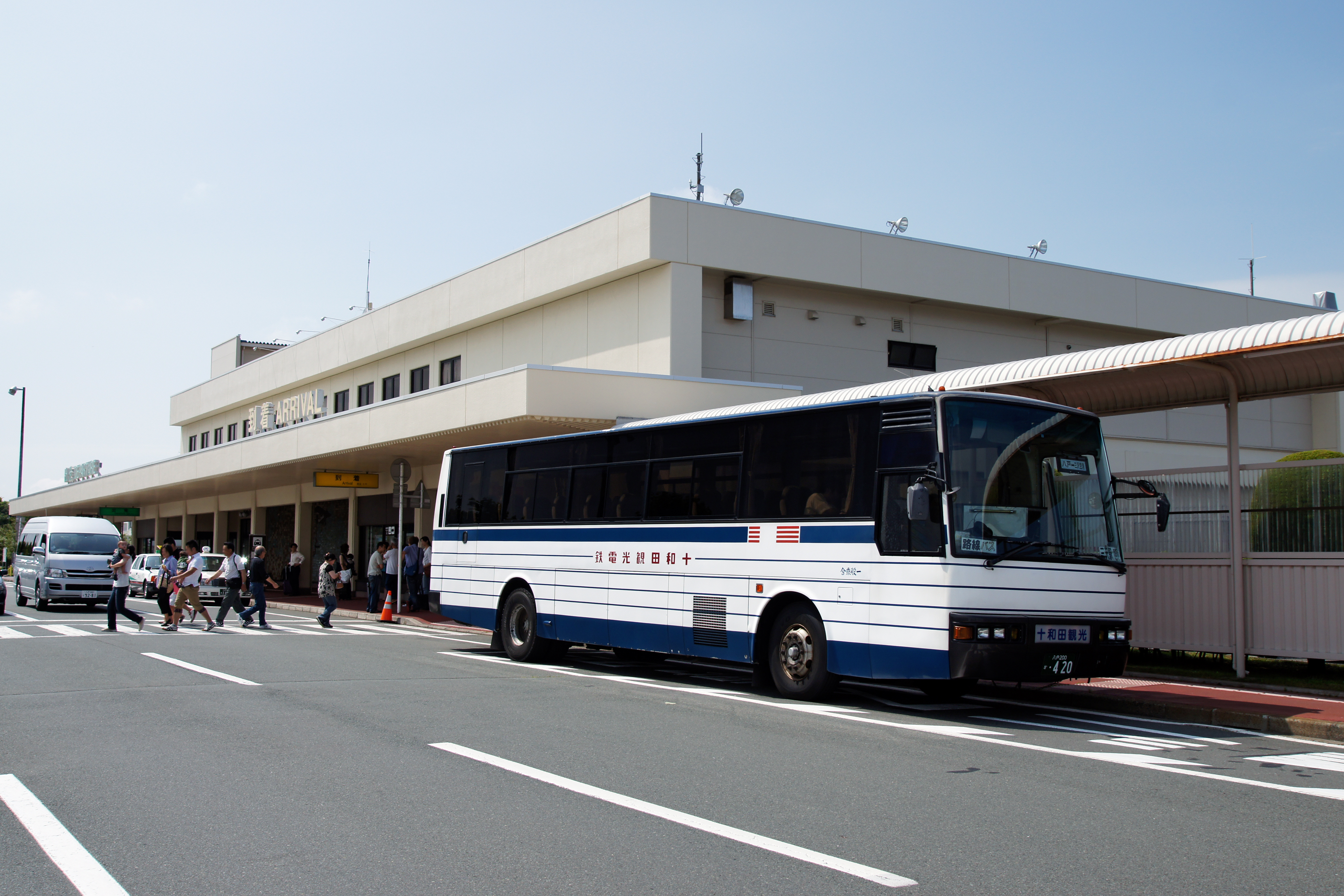
三沢空港に停車中の連絡バス

- 本八戸駅前　-　八戸中心街ターミナル（八日町） - ハイテクパーク入口 - 三沢駅 - 三沢市役所前 - 三沢空港（往路）
- 三沢空港 - 三沢市役所前 - 三沢駅 - ハイテクパーク入口 - 本八戸駅前 - 八戸中心街ターミナル（八日町）（復路）

沿革
- 19xx年： 運行開始。
- 19xx年： 八戸発着便を第二みちのく有料道路経由に変更。
- 19xx年： 三沢 - 三沢空港間の連絡バスを廃止、八戸発着のみの運行となる。
- 200x年： 八戸発着の連絡バスを三沢駅経由に変更。
- 2008年3月1日： 旧・十和田観光電鉄を「とうてつ」に事業譲渡し、新・十和田観光電鉄に商号変更させた上で新会社による運営に伴い、当路線の運行を新会社に継承。
- 2015年4月1日： 八戸側の出発地を本八戸駅前に変更（到着地は変更なし）。経路変更と共に、運賃変更を実施。

### 路線バス
（2016年3月26日現在）

#### 十和田 - 八戸線（十和田八戸線・八戸線）
三本木営業所と共管。

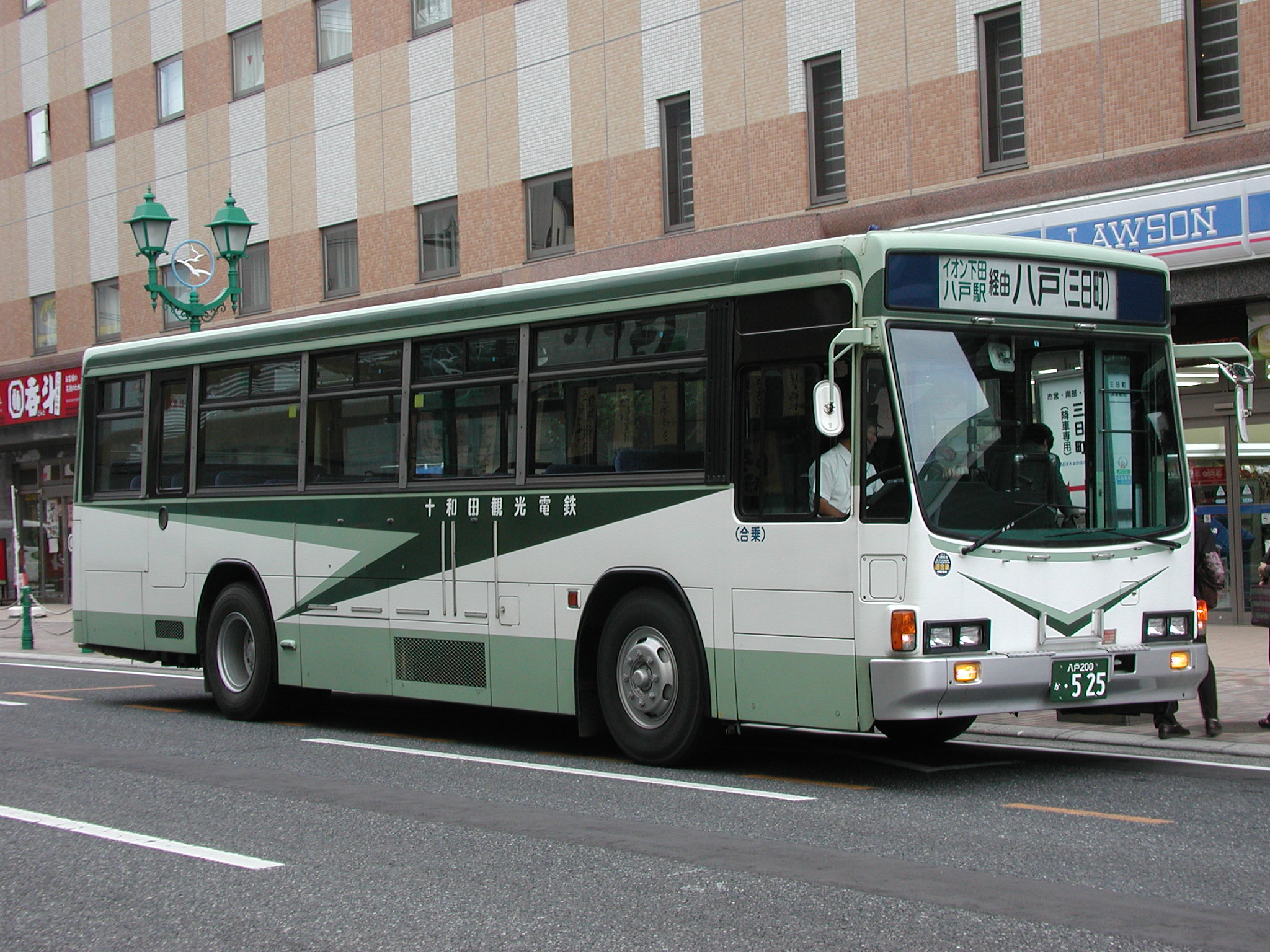
国際興業路線塗装車：三日町(終点)（八戸市）バス停付近にて（2009年10月撮影）

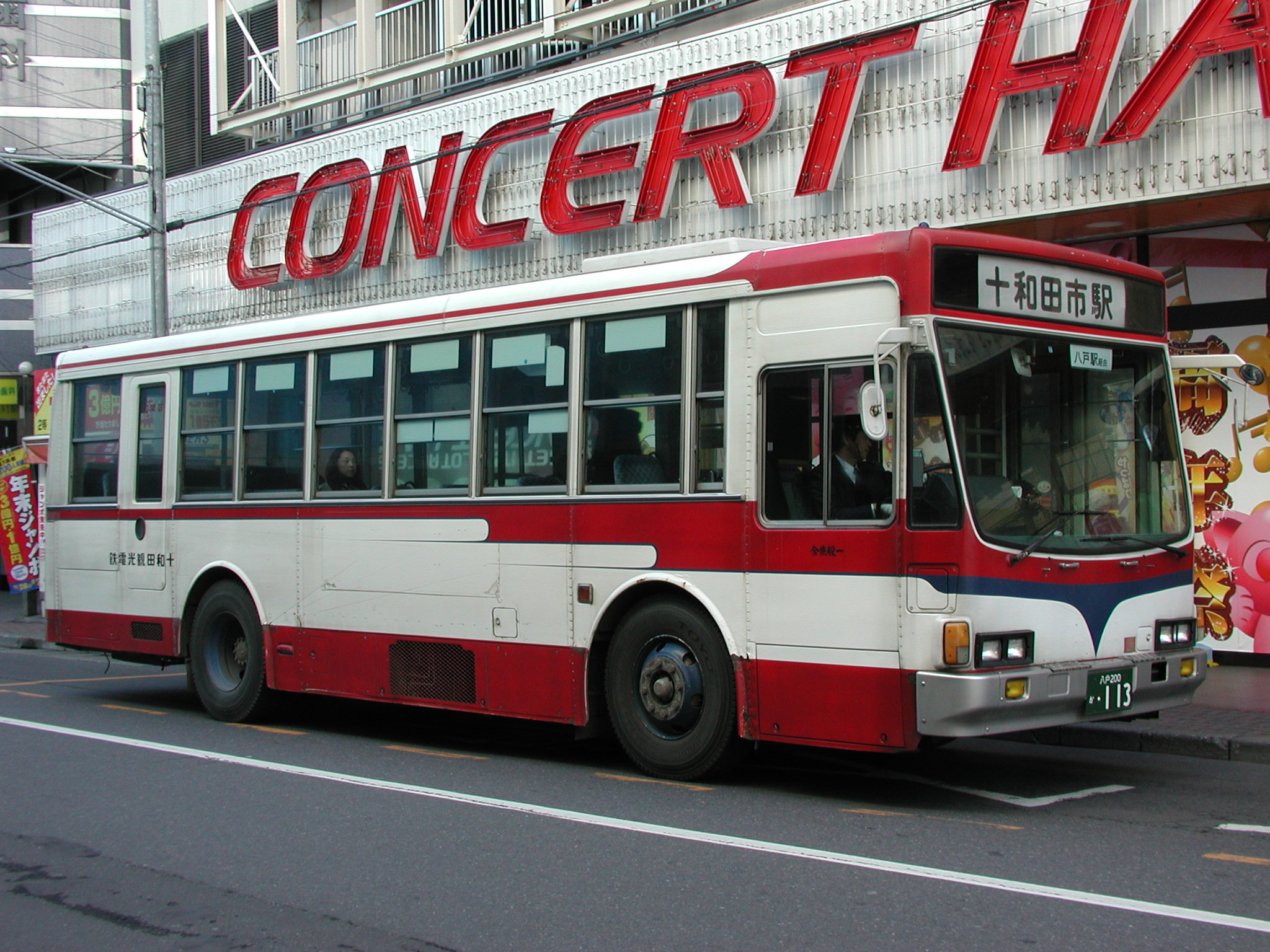
十鉄オリジナル塗装車：六日町バス停（八戸市）にて（2007年12月撮影）
八戸営業所からは姿を消したものの、三本木営業所担当便に関しては、不定期ながらも稀にこの塗装の車両が使われる場合がある。

- 元町東 - 十和田市中央 - 一丁目 - 三本木営業所 - 折茂 - 六戸中央 - 阿光坊 -（おいらせ町役場前 - 下田駅前） - 下田公園入口 - イオンモール下田前（国道側） - 百石案内所 - 多賀台団地前 - 桔梗野 - 下長 - 内舟渡 - 八戸駅 - 内舟渡 - 八戸中心街ターミナル（八日町(2番)）[1]/十一日町（ - ラピア - （十鉄）八戸営業所）
- 元町東 - 十和田市中央 - 一丁目 - 三本木営業所 - 折茂 - 六戸中央 - 阿光坊 -（おいらせ町役場前 - 下田駅前） - 下田公園入口 - イオンモール下田前（国道側） - 百石案内所 - 多賀台団地前 - 桔梗野 - 下長 - 内舟渡 - 八戸駅 - 内舟渡 - 八戸中心街ターミナル（八日町(2番)）[1]/十一日町 - 八戸市民病院

内舟渡 - 八戸駅間における八戸市営バス・南部バス停留所での乗降はできない（これは、先行2事業者が既に路線を持っていたため、かつて同路線の内舟渡バス停には別々のポールが立っていた。その名残で2020年現在も内舟渡 - 八戸駅間を往来する国道454号上の内舟渡バス停の事業者名表記は南部バスのみの表記となっている）。
下田駅前に寄らずにバイパスを直行するのが十和田八戸線、下田駅前に寄るのが八戸線である。尚、八戸線は地域間幹線系統として、国・青森県・自治体の補助を受けて運行する。
八戸市内では八戸方面行は八日町のターミナルに到着し、十和田市方面行は十一日町から発車する。
沿革
- 19xx年： 運行開始。
- 1995年： イオン下田ショッピングセンター開店に伴い、普通便の「百石営業所[4] - 下田駅間」の運行経路を「百石営業所折り返し - 上境田 - 三田まわり」から「イオン下田SC - 東下田 - 下田診療所まわり」に変更（なお、百石営業所始発の朝1便は除く。その数年後に百石営業所経由は廃止）。急行便もイオン下田SCにも停車。
- 19xx年： 急行野辺地 - 八戸線廃止。
- 2001年5月1日： 下田駅経由の急行便を一般便に格下げ。
- 2002年4月1日： 急行便をバイパス経由の一般便に格下げ。
- 2002年12月1日： 八戸駅経由となる。
- 2007年10月1日： 一部便の八戸側発着地を十鉄八戸営業所に変更し、八戸営業所 - ラピア - 十一日町（八戸三日町）間を延伸。
- 2008年3月1日： 旧・十和田観光電鉄を「とうてつ」に事業譲渡し、新・十和田観光電鉄に商号変更させた上で新会社による運営に伴い、当路線の運行を新会社に継承。
- 2009年4月1日： イオン下田ショッピングセンター前を「イオンモール下田前」に、折茂小学校前を「東折茂」に、それぞれ停留所名称を改称。
- 2011年10月1日： 「八戸圏域定住自立圏路線バス上限運賃化実証実験」の開始に従い、「十鉄八戸営業所・八戸中心街ターミナル - 洗平」相互間の利用に対して、初乗り：150円・上限：500円（ただし「八戸市内 - 市川高屋敷」相互間のみの利用については上限：300円）の5段階運賃（50円刻みによる）に改定[5][6]。
- 2016年3月26日 : 十和田市側の起終点を、元町東に変更し、十和田市駅バス停を廃止[7]。
- 2018年5月16日 : 平日の一部の便を、八戸市立病院へ延伸[8]。

その他
- 2004年4月20日のダイヤ改正の際に「三沢 - 八戸線」の小松ヶ丘ニュータウン（三沢駅） - 八戸市内間直通便の大幅減便と、同路線の大部分が百石を境に分断され、その後2007年10月1日に八戸への直通便がすべて廃止された。これに伴い、八戸 - 三沢間を通しで利用する場合は、百石案内所で百石 - 三沢線と乗継可能。百石案内所下車時に百石案内所までの運賃を支払い整理券に認印を押してもらい、三沢線のバスに乗り継ぐ。その後、下車停留所で「百石案内所までの運賃」と「下車停留所までの通し運賃」の差額を整理券と共に運賃箱へ入れる。
- 八戸市のバス路線ナンバリング制度に基づき、十和田市駅方面へはK、八戸中心街ターミナル方面へはC、ラピア方面へはPの表示がLED式行先表示器では左側に表示、方向幕式では横長で配色がされたカードを歩道側のフロントガラスに取り付けてある。
- 十鉄八戸営業所・八戸中心街ターミナル〜洗平相互間は、「八戸圏域定住自立圏路線バス上限運賃化実証実験」対象区間[5][6]。

## 廃止路線

### 八戸 - 浜市川 - 百石線
- 十一日町/八日町 - 桔梗野 - 尻引 - 浜市川 - 市川後 - 藤ヶ森 - 百石中央 - 百石案内所 - 洋光台北口
  - 19xx年x月廃止。

### （急行）八戸 - 泊（六ヶ所村）線
- 十一日町/八日町 - 多賀台団地前 - 百石案内所 - 一川目 - 四川目 - 淋代海岸 - 六川目 - 天ヶ森入口 - 平沼 - 追館 - 六ヶ所村役場前 - 大川目 - 泊中学校前
  - ※八戸市内 - 平沼入口間は急行運転のため一部停留所通過、平沼入口 - 泊中学校前間は各停留所に停車。

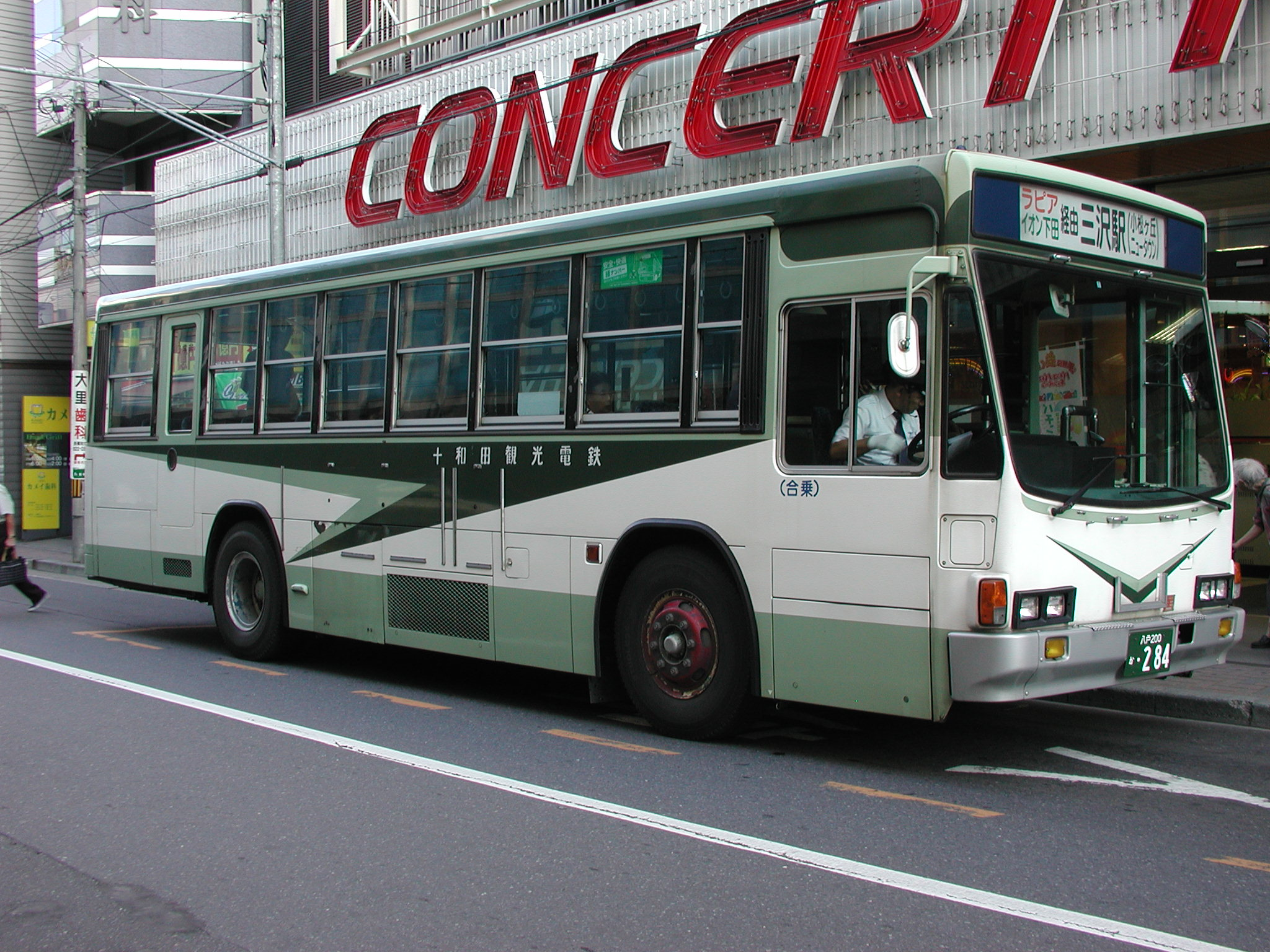
八戸 - 三沢線（廃止）。（六日町（八戸市）バス停付近にて：2007年9月撮影）

  - 2003年5月1日廃止。

### 三沢 - 八戸線（根岸経由・洋光台経由）
三沢案内所と共管。
- 八戸営業所 - ラピア - 十一日町/八戸三日町（BeFM前） - 多賀台団地前 - 百石案内所 - （イオン下田ショッピングセンター - 洋光台中央） - 鹿中 - 大津三丁目 - 浜三沢 - 三沢中央 - 三沢駅 - 三沢案内所小松ヶ丘
  - 2007年10月1日廃止。

### 八戸 - 百石線
- 八戸営業所 - ラピア - 十一日町/八戸三日町（BeFM前） - 多賀台団地前 - 百石案内所 - イオン下田ショッピングセンター - 洋光台中央
  - 2007年10月1日 - 廃止。

### 八戸 - イオン下田SC線
※日曜・休日のみ運行
- 八戸営業所 - ラピア - 十一日町/八戸三日町（BeFM前） - 多賀台団地前 - 百石案内所 - イオン下田ショッピングセンター
  - 2007年10月1日廃止。

### 運行受託
- おいらせ町民バス南線
  - 2022年4月1日の路線再編に伴い、前日の3月31日をもって南線は廃止された。